# San Diego Conquistadors
Die San Diego Conquistadors (Spitzname The Q's) waren ein Basketballfranchise aus San Diego, Kalifornien, das von 1972 bis 1975 in der American Basketball Association (ABA) spielte. Die Conquistadors waren das einzige Expansion Team in der Geschichte der ABA. Ihr Nachfolger waren die San Diego Sails.

## Geschichte
Das Franchise wurde von Leonard Bloom ins Leben gerufen. Aber ein Streit zwischen Bloom und Peter Graham, der Gesellschafter der im Besitz der Stadt befindlichen San Diego Sports Arena, die 14.400 Plätze bietet, führte dazu, dass das neugeborene Team zwei Jahre lang aus dem Gebäude ausgeschlossen wurde. Der Konflikt wurde im Herbst 1974 beigelegt, aber es war zu spät für ein geschwächtes Franchise, das gezwungen war, in Aushilfsquartieren zu spielen wie dem Peterson Gym (3200 Plätze) und der Golden Hall, einem reinen Ballsaal.
Nachdem man in der Debütsaison 1973 die Playoffs erreichte, landeten die Q's scheinbar einen Coup, indem man dem Hall of Famer Wilt Chamberlain 600.000 $ zahlte, um 1973/74 als Spielertrainer zu arbeiten. Aber die Los Angeles Lakers verhinderten durch eine Klage, dass ihr früherer Star für sein neues Team spielte; zur Nebenrolle verdammt war Chamberlain eine lustlose, 2,16 m große Nebenattraktion, die einmal ein Spiel aussetzte, um an einer Autogrammstunde für seine kurz zuvor veröffentlichte Autobiografie teilzunehmen. Sein Ersatz damals und bei anderen Gelegenheiten war Stan Albeck, der später die Chicago Bulls, San Antonio Spurs und New Jersey Nets in der NBA trainierte. Trotzdem erreichte die Mannschaft wieder die Playoffs 1974 und schied zum zweiten Mal in Folge in der ersten Runde aus.
Vor ihrer dritten und letzten Saison 1974/75 verloren das Team Chamberlain und erhielten schließlich ihren Platz in der San Diego Sports Arena. Aber ohne Chamberlain als Zuschauermagnet wurde die Mannschaft von den Bewohnern San Diegos ignoriert und landete auf dem letzten Platz in der Western Division, was das Verpassen der Playoffs bedeutete.

## Verkauf
Bloom verkaufte das Team während des Sommers 1975 an Frank Goldberg, einen früheren Mitbesitzer der erfolgreichen Denver Nuggets. Goldberg fing in San Diego 1975/76 von vorne mit einem Team namens San Diego Sails an. Goldberg verpflichtete den früheren Trainer der University of Minnesota Bill Musselman und versuchte, mit einem komplett anderen Kader, neuen Farben, Trikots und allem anderen den Wandel Denvers von 1974/75 vom Mittelmaß zu einem Meisterschaftsanwärter hier zu wiederholen.